# Ракитовка (Башкортостан)
Ракитовка (баш. Ракитовка) — деревня в Кармаскалинском районе Республики Башкортостан Российской Федерации. Входит в состав  Подлубовского сельсовета. 

## География

### Географическое положение
Расстояние до:
- районного центра (Кармаскалы): 20 км,
- центра сельсовета (Подлубово): 9 км,
- ближайшей ж/д станции (Уршак): 22 км.

## Население
| 2002 | 2009 | 2010 |
| ---- | ---- | ---- |
| 20   | ↘12  | ↘10  |

Национальный состав
Согласно переписи 2002 года, преобладающая национальность — мордва-эрзяне (35 %).